# Tianjin Air Cargo
Tianjin Air Cargo Co., Ltd., che opera come Tianjin Air Cargo (ex Sky Cargo Air e Tianjin Cargo Airlines), è una compagnia aerea cargo cinese fondata dal gruppo HNA e Tianjin Port Free Trade Zone.

## Storia
La compagnia aerea ha ricevuto il certificato di operatore aereo (AOC) dalla Civil Aviation Administration of China a metà del 2018 e ha iniziato i servizi a settembre dello stesso anno. Opera dall'aeroporto di Tientsin-Binhai con una flotta di Boeing 737 cargo, con l'intenzione iniziale di espandere la sua flotta da 50 a 100 aeromobili e di lanciare in futuro rotte intercontinentali.

## Destinazioni
Al 2022, la compagnia opera voli tra Bangladesh, Cina, Corea del Sud e Singapore.

## Flotta

### Flotta attuale
Ad aprile 2024 la flotta di Tianjin Air Cargo è così composta:

### Flotta storica
Nel corso degli anni, Tianjin Air Cargo ha operato con i seguenti aeromobili: